# Will Salgado
José Wilfredo Salgado García, conocido como Will Salgado (Santiago de María, Usulután, 13 de marzo de 1966) es un empresario, militar y político salvadoreño. Fungió como alcalde de la ciudad de San Miguel, en el oriente de El Salvador, desde 2000 hasta 2015. Dueño de Almacenes Salgado y de Canal 23 (T.V.O) el cual transmite su señal en El Salvador[cita requerida]

## Antecedentes
Proveniente de una familia campesina, Salgado se alistó en el ejército salvadoreño, durante la década de 1980, mientras el país vivía una situación de la guerra civil. Llegó a alcanzar el rango de cabo en el batallón de infantería de reacción inmediata General Manuel José Arce, unidad destacada en el departamento de San Miguel. Siendo subalterno en ese tiempo por el coronel diplomado del estado mayor Roberto Mauricio Staben. Después de retirarse del servicio militar, se convirtió en comerciante. Abrió una cadena de almacenes conocida como Almacenes Salgado que ha extendido sus sucursales por varias ciudades de la zona oriental de El Salvador.
En 1995 fue detenido y procesado legalmente por los delitos de homicidio y agrupaciones ilícitas, al señalársele como presunto miembro de la "Sombra Negra", un grupo de exterminio que asesinó a varios supuestos delincuentes en la ciudad de San Miguel. Mientras estuvo encarcelado ganó reconocimiento en los medios de comunicación. En junio de 1996, fue absuelto por una Cámara de lo Penal.

## Carrera política
En los comicios del 12 de marzo de 2000 fue elegido alcalde de San Miguel, la tercera ciudad más poblada de El Salvador, como candidato del Partido Demócrata Cristiano (PDC). Asumió el cargo el 1 de mayo de ese año. En 2002 abandonó ese partido por diferencias de criterio con sus autoridades, y se incorporó a Alianza Republicana Nacionalista (ARENA). Reelegido como alcalde en 2003. Pronto, el alcalde Salgado tuvo un enfrentamiento personal con Elías Antonio Saca, en ese entonces máximo líder de ARENA. Tras abandonar esa fuerza política, se unió en 2005 al Partido de Conciliación Nacional (PCN).
Candidato por tercera vez fue elegido nuevamente como alcalde en los comicios del 12 de marzo de 2006. Al haber corrido en las tres elecciones como candidato de tres partidos distintos, Salgado ha consolidado un liderazgo personalista, considerado por algunos como caudillista. Salgado ha basado su administración municipal en la realización de obras de infraestructura, en su contacto con la población y en el apoyo municipal a actividades populares como el Carnaval de San Miguel y el Club Deportivo Águila. Entre sus características distintivas está el uso de un "lenguaje sencillo y coloquial" alejado del formalismo de los políticos profesionales.
Luego de su nueva reelección, Salgado anunció su disposición de presentarse como candidato presidencial en las elecciones de 2009 con el respaldo del PCN. La elevada popularidad a nivel local del alcalde Salgado, evidenciada en recientes encuestas, respaldaría estas aspiraciones. En enero de 2007, Salgado anunció junto con el exalcalde Orlando Mena de Santa Ana, la conformación de "Líderes por el Cambio", una plataforma que serviría de base para su futura candidatura presidencial.
Ganó su quinto periodo al frente de la Alcaldía, bajo la bandera política del partido Gran Alianza por la Unidad Nacional, en las elecciones municipales de 2012, en donde el apoyo popular a su persona creció en gran medida.
En el 2014 continua su experiencia política siempre con el partido GANA, en donde sus contrincantes obtienen la ventaja de recuperar poder dentro de la comuna, al conocerse el decreto por parte de la Asamblea Legislativa que hacia efectiva la aprobación de Concejos municipales pluralistas en El Salvador permitiendo a los contendientes perdedores de las elecciones formar parte del concejo municipal, esto en proporción a los votos obtenidos en la misma para conformar el número de miembros.
El primero de marzo de 2015 Will Salgado pierde las elecciones para Alcalde de San Miguel, las cuales fueron ganadas por su principal contrincante Miguel Ángel Pereira del partido FMLN. 
El primero de mayo de 2015 se realiza la transición de la alcaldía a Miguel Ángel Pereira en el hotel Trópico Inn de la ciudad de San Miguel tras acusar a su contrincante de haber ganado con "trampa", por lo que presentó a las autoridades competentes demandas que no procedieron y fueron denegadas.

## Valoración y polémica
Salgado ha sido considerado un fenómeno nuevo en la política de El Salvador. Los analistas políticos tienen opiniones divergentes sobre su liderazgo. Se considera que Salgado surge como una opción ante el descrédito de la clase política tradicional.
Algunos analistas valoran positivamente su capacidad para contactar directamente con el pueblo:

Podemos hacer una lectura positiva del triunfo de Will Salgado. El mensaje es que cuando una causa se ha ganado el corazón del pueblo no hay poder económico que la compre.

Otros señalan el peligro de los liderazgos personalistas y populistas:

Will Salgado tiene el perfil de los líderes populistas que irrumpieron en Perú, como Fujimori u Ollanta Humala, que en su momento lograron una alta participación electoral a su favor debido al discurso demagógico que manejaron.